# 堵南山
堵南山（1917年—2017年），男，浙江绍兴人，中国动物学家，曾任华东师范大学教授、博士生导师，中国甲壳动物学奠基人之一。